# Centro Administrativo Gubernamental
El Centro Administrativo Gubernamental de la Provincia de Buenos Aires es un conjunto de edificios de gobierno que se encuentran en la Plaza Moreno de la ciudad de La Plata, capital de la Provincia de Buenos Aires. Está conformado por la Torre I “Dr. Alejandro Korn” y la Torre II “Ing. Luis Monteverde”, construcciones gemelas y simétricas que flanquean el Palacio Municipal.

## Historia
A fines de la década de 1960, la burocracia del Gobierno de la Provincia de Buenos Aires había crecido de tal manera que los edificios oficiales no alcanzaban a dar espacio para todas las oficinas. Por ejemplo, el Ministerio de Asuntos Agrarios ocupaba alrededor de 40 propiedades diseminadas a lo largo y ancho de la ciudad de La Plata. En ese momento, Argentina era gobernada por una dictadura militar que lanzó un amplio plan de obras públicas de gran escala.
En 1970, a través del Ministerio de Obras Públicas de la Provincia de Buenos Aires comenzó a estudiar la construcción de un centro que concentrara el espacio disperso de varios ministerios y secretarías. La falta de espacios libres en el área central de la ciudad y el deseo de no emplazar edificios oficiales en sectores eminentemente residenciales, así como la necesidad de contar con excelentes comunicaciones diarias y abiertas que jerarquizaran a la obra y posibilitaran soluciones para el estacionamiento y movimiento peatonal, hizo que se optara finalmente por la decisión de seleccionar dos predios iguales y simétricos con respecto al edificio de la Municipalidad, que se encuentran ubicados frente a la plaza Moreno, enfrentando la Catedral de la ciudad.
En el mes de enero de 1971 se realizó un concurso nacional de anteproyectos con el patrocinio de la Federación Argentina de Arquitectos, a fin de seleccionar el anteproyecto para la realización de esta obra, que fue adjudicada el 19 de mayo de 1971 al equipo de arquitectos compuesto por Juan Manuel Llauró, José Antonio Urgell, Antonio Antonini, Gerardo Schon y Eduardo Zemborain. También participaron, como asociados, los jóvenes arquitectos Jorge Moscato, Rolando Schere y Enrique Fazio. El conjunto quedaría integrado por los siguientes organismos: Gobernación y distintas dependencias, Ministerio de Gobierno, Ministerio de Asuntos Agrarios y sus distintas secretarías, Fiscalía de Estado en su totalidad, Honorable Tribunal de Cuentas en su totalidad, Ministerio de Hacienda y Dirección de Turismo. 
La obra comenzó en los años siguientes, a pesar de la inestabilidad política y alternancia de democracia y dictadura. En 1981, en una nueva dictadura militar, apenas se habían terminado las estructuras de hormigón armado. En imágenes del Centenario de la Ciudad (1982) se puede ver el estado avanzado de la obra, aunque una de las torres aún estaba inconclusa. El conjunto fue terminado recién hacia 1987, ya de vuelta en democracia.

## Arquitectura
Los edificios del Centro Administrativo son casi idénticos, aunque muestran una leve diferencia de superficie (25.834 m² en la Torre I, y  24.543 m² en la Torre II). Son torres con tres subsuelos, planta baja, entrepiso y dieciséis pisos altos, y alojan a la Municipalidad de La Plata, a la Dirección General de Escuelas y los Ministerios de Gobierno y Asuntos Agrarios (Torre I); y a al Honorable Tribunal de Cuentas, Radio Provincia y a los Ministerios de Economía y Acción Social (Torre II).
El diseño de cada edificio se desarrolló sobre la base de la articulación de tres volúmenes principales: la torre de oficinas en sí, el núcleo principal (ascensores y escaleras) y el de servicio o de funcionarios. Según los arquitectos, este criterio de diseño permite una fácil lectura de las partes constitutivas. Las fachadas de las áreas funcionales están cubiertas con un miniparasol fijo de aluminio pintado, con pequeñas interrupciones coincidentes con las alturas óptimas para visuales extensas. Los paramentos de los núcleos son de hormigón visto tratado con encofrados metálicos lisos y algunas zonas texturadas en lugares donde el hormigón no cumple función estructural.

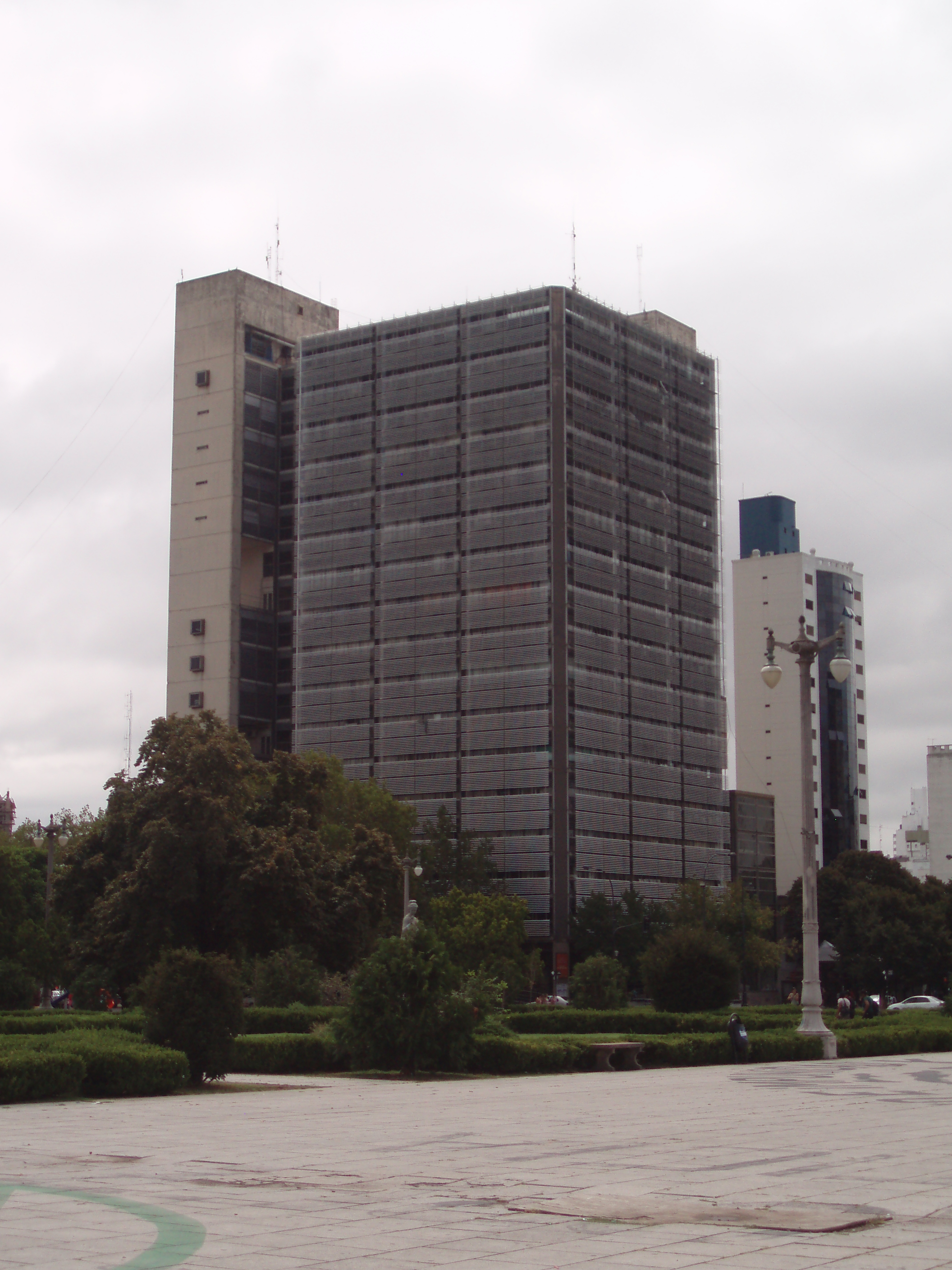
Vista de la Torre 1.

Los planos de ambos edificios son prácticamente idénticos. En los tres subsuelos funcionan las cocheras, el archivo, depósitos y talleres de mantenimiento. La planta baja es libre y abierta, y se accede a ella por escalinatas que recuerdan a las del Edificio Anexo de la Cámara de Diputados en Buenos Aires, aunque de menor tamaño. Mientras el público general entra por un amplio hall que conduce a una sala con ocho ascensores, los funcionarios tienen una entrada restringida con su propia dupla de ascensores, por el volumen de hormigón armado que se encuentra pegado al edificio principal. Desde el basamento se despega la torre de oficinas y los dos núcleos de hormigón a la vista que llevan los ascensores para público general y restringido para funcionarios, por separado. Son dieciséis plantas similares, que incluyen el comedor de empleados, la vivienda del mayordomo y terrazas. En la azotea, la Torre II cuenta con un helipuerto que no está en uso.

## Usos alternativos
Fuera de horario laboral, generalmente durante fines de semana y feriados, se desarrollan sobre la planta baja o plaza seca de ambos edificios actividades principalmente de origen artístico, donde grupos de personas provenientes de distintos géneros musicales y edades recurren el espacio, ya sea como lugar de reunión o de ensayo. También se desarrollan actividades de origen deportivo.